# Episodi di Workaholics (settima stagione)
La settima stagione della serie televisiva Workaholics, composta da 10 episodi, è stata trasmessa negli Stati Uniti, da Comedy Central, dall'11 gennaio al 15 marzo 2017.
In Italia è stata trasmessa su Comedy Central dal 20 al 27 marzo 2025.
| n° | Titolo originale                   | Titolo italiano                                | Prima TV USA     | Prima TV Italia |
| -- | ---------------------------------- | ---------------------------------------------- | ---------------- | --------------- |
| 1  | Trainees' Day                      | Apprendisti                                    | 11 gennaio 2017  | 20 marzo 2025   |
| 2  | Weed the People                    | Il taglia-fumo                                 | 18 gennaio 2017  | 24 marzo 2025   |
| 3  | Monstalibooyah                     | Una casa da sballo                             | 25 gennaio 2017  | 24 marzo 2025   |
| 4  | Bill & Tez's Sexcellent Sexventure | La sex-pettacolare sex-avventura di Bill e Tez | 1º febbraio 2017 | 25 marzo 2025   |
| 5  | Faux Chella                        | Faux Chella                                    | 8 febbraio 2017  | 25 marzo 2025   |
| 6  | The Most Dangerless Game           | Il gioco meno pericoloso                       | 15 febbraio 2017 | 26 marzo 2025   |
| 7  | Tactona 420                        | Tactona 420                                    | 22 febbraio 2017 | 26 marzo 2025   |
| 8  | Termidate                          | Rivalità in TV                                 | 1º marzo 2017    | 27 marzo 2025   |
| 9  | Bianca Toro                        | Bianca Toro                                    | 8 marzo 2017     | 27 marzo 2025   |
| 10 | Party Gawds                        | Dei della festa                                | 15 marzo 2017    | 27 marzo 2025   |